# 서구 캐넌
서구 캐넌(The Western Canon)은 1994년에 출간된 책으로 미국의 문학 비평가인 해럴드 블룸이 집필하였다.  이 책에서 블룸은 총 26명의 작가가 서양문학을 대표한다고 주장하였으나 그의 주장은 그의 주관적인 견해일 뿐 독자에게 다양한 해석의 여지를 남겨 두었다.

## 분개 학파
블룸은 자신의 주장에 반대하는 쪽을 분개 학파( School of resentment)라고 정의한 뒤 그들에 속하는 집단으로 페미니즘 문학비평가, 마르크스 문학비평가, 라캉주의자, 신역사학자, 탈구조주의, 기호학자들을 예로 들었다.  

## 26명의 저자
1. 윌리엄 셰익스피어
2. 단테 알리기에리
3. 제프리 초서
4. 미겔 데 세르반테스
5. 미셸 드 몽테뉴
6. 몰리에르
7. 존 밀턴
8. 새뮤얼 존슨
9. 요한 볼프강 폰 괴테
10. 윌리엄 워즈워스
11. 제인 오스틴
12. 월트 휘트먼 : 풀잎, 동시대 주요 소설가로는 너새니얼 호손 (주홍 글씨), 허먼 멜빌(모비딕), 헨리 제임스, 윌리엄 포크너(내가 죽어 누워 있을 때), 휘트먼의 제자들로는 T. S. 엘리엇, 월리스 스티븐스, 하트 크레인과 영국의 D. H. 로런스, 윌리엄 카를로스 윌리엄, 존 애쉬베리.
13. 에밀리 디킨슨
14. 찰스 디킨스
15. 조지 엘리엇
16. 레프 톨스토이
17. 헨리크 입센
18. 지그문트 프로이트
19. 마르셀 프루스트
20. 제임스 조이스
21. 버지니아 울프
22. 프란츠 카프카
23. 호르헤 루이스 보르헤스
24. 파블로 네루다
25. 페르난두 페소아
26. 사뮈엘 베케트